# Macrophthalmus verreauxi
Macrophthalmus verreauxi är en kräftdjursart som beskrevs av H. Milne Edwards 1848. Macrophthalmus verreauxi ingår i släktet Macrophthalmus och familjen Ocypodidae. Inga underarter finns listade i Catalogue of Life.